# Franz Xaver Messerschmidt
Franz Xaver Messerschmidt (ur. 6 lutego 1736 w Wiesensteigu, zm. 19 sierpnia 1783 w Bratysławie) – niemiecko-austriacki rzeźbiarz. Działał głównie w Wiedniu i Bratysławie. Malował i rzeźbił, znany jest z kolekcji charakterystycznych głów o wyrazistej mimice. Największa kolekcja jego prac znajduje się w Górnym Belwederze w Wiedniu. 

## Życiorys

### Młodość
Messerschmidt dorastał w Monachium w domu swojego wuja Johanna Baptista Strauba, rzeźbiarza i swojego pierwszego nauczyciela. Trwającą dwa lata praktykę zawodową odbywał w Grazu, w pracowni rzeźbiarskiej swego drugiego wuja Philippa Jakoba Strauba. W 1755 roku wstąpił na Akademię Sztuk Pięknych w Wiedniu i został uczniem Jacoba Schletterera. Dzięki wsparciu dyrektora Akademii, Martina van Meytensa, który dostrzegł jego talent, Messerschmidt już w trakcie studiów rozpoczął pracę w cesarskiej zbrojowni, gdzie był ludwisarzem. Powierzano mu także wykonywanie rzeźbionych dekoracji.

### Wczesna twórczość
Debiutem artystycznym Messerschmidta było wykonanie około roku 1760 na zamówienie marszałka polowego, księcia Józefa I Wacława von Liechtensteina dwóch popiersi z brązu przedstawiających parę cesarską. Kolejnym zamówieniem marszałka polowego dla Messerschmidta było wykonanie płaskorzeźb z portretami Józefa II, późniejszego cesarza, wtedy jeszcze jako arcyksięcia, oraz jego pierwszej żony Izabeli Parmeńskiej. Następne zlecenie Messerschmidt otrzymał w 1764 roku już od dworu cesarskiego, a było to wykonanie naturalnej wielkości rzeźb cesarzowej Marii Teresy i Franciszka I. Messerschmidt ukończył je pomiędzy rokiem 1765 a 1766.
W tym samym czasie odbył również trwającą kilka miesięcy wizytę studyjną w Rzymie, gdzie miał okazję poznać z bliska antyczne dzieła sztuki. Brak jest wprawdzie dokładnych informacji o pobycie Messerschmidta w Rzymie, jednak z relacji rzeźbiarza Filippa della Valle oraz Charlesa Natoire'a, dyrektora Akademii Francuskiej w Rzymie wynika niezbicie, że darzyli oni Messerschmidta wielkim poważaniem. Z tamtego okresu pochodzi m.in. wykonana przez niego kopia rzeźby Herkulesa z Palazzo Farnese. Po powrocie do Wiednia, już jako uznany artysta, Messerschmidt wykonywał rzeźby o tematyce religijnej na zamówienie księżnej Marii Teresy von Lichtenstein.
W 1769 roku został członkiem wiedeńskiej Akademii Cesarskiej. Aby dołączyć do grona najznakomitszych artystów tamtych czasów Messerschmidt musiał przedstawić dwie prace. Jedną z nich było popiersie mistrza i patrona rzeźbiarza – Martina van Meytensa (młodszego), drugą popiersie teoretyka sztuki Franza Christopha von Scheyba. W tym samym roku wykonał także na zamówienie cesarzowej Marii Teresy popiersie jej osobistego lekarza – Gerarda van Swietena. Porównanie obydwu rzeźb dowodzi, że w tamtym czasie styl Messerschmidta nabierał już cech klasycystycznych, oddalając się od baroku.  

### Głowy o wyrazistej mimice
Około roku 1770 Messerschmidt rozpoczął pracę nad swoją najbardziej znaną kolekcją rzeźb – głowami o wyrazistej mimice. Chciał ich stworzyć sto, co mu się ostatecznie nie udało. Do swojej śmierci w roku 1783 wykonał 69 "głów". Niektóre z nich stylem przypominają klasyczne rzeźby antyczne. Większości „portretów” dał Messerschmidt ekspresyjną, niemal groteskową mimikę, która wymyka się jednoznacznej interpretacji. Sam Messerschmidt nigdy nie nadał tytułów swoim rzeźbom, które swoje nazwy, bardzo mylące zresztą, otrzymały dopiero po jego śmierci. Nie wiadomo, czy numeracja, pod którą „głowy” są obecnie znane powstała za życia rzeźbiarza.
Pracę nad kolekcją rozpoczął jeszcze w Wiedniu, jednak znaczna część rzeźb powstała po jego przeprowadzce do Bratysławy w 1777. Powody, jakie skłoniły Messerschmidta do szaleńczej pracy nad kolekcją „głów”, nie są oficjalnie znane. Także warsztat rzeźbiarza przy pracy nad nią nie jest dobrze udokumentowany. Wiadomo, że po przeprowadzce do Bratysławy żył w osamotnieniu, dlatego bardzo prawdopodobne jest, że w tamtym okresie twórczości sam portretował własne miny. We wcześniejszym okresie mógł jednak czerpać inspirację z innych źródeł, np. portretować miny i grymasy u kogoś zaobserwowane. Ta hipoteza nie jest wprawdzie udokumentowana, jednak jej uzasadnieniem może być epizod, jaki w życiu Messerschmidta odegrał lekarz i uzdrowiciel Franz Anton Mesmer.
W 1770 Messerschmidt wykonał popiersie doktora, z którym łączyła go znajomość, a być może także i przyjaźń. W latach 1766–1770 mieszkał on w domu Mesmera, co uzasadnić można najprawdopodobniej zainteresowaniem rzeźbiarza terapią prowadzoną przez Mesmera. Jest to jedynie hipoteza, jednak być może Messerschmidt studiował mimikę pacjentów doktora, by następnie uwiecznić ją w swoich rzeźbach. Mógł również inspirować go przebieg terapii i używane do tego przedmioty – dla przykładu sznur. Głowy nr 15 i 34 owinięte są sznurem – pierwsza wokół szyi, druga wokół czoła. W swej terapii Mesmer posługiwał się sznurami połączonymi z namagnetyzowanym zbiornikiem, które następnie kładł na część ciała, która miała zostać uzdrowiona. Inna hipoteza dotyczy stanu zdrowia psychicznego samego Messerschmidta. Rzeźbiarz za swojego życia uznawany był za trudnego w obyciu ekscentryka, a często nawet przypisywano mu chorobę psychiczną. Post factum trudno jest ocenić jego stan zdrowia, jednak w 1932 psychoanalityk i historyk sztuki Ernst Kris uznał, że Messerschmidt musiał cierpieć na schizofrenię.
Według niego powodem powstania kolekcji głów o wyrazistej mimice były próby autoterapii, podejmowane przez chorego na schizofrenię rzeźbiarza polegające na potwierdzeniu własnej egzystencji w przedmiocie materialnym, przy jednoczesnej ucieczce od samego siebie. Próby te miały na celu orientację we własnym stanie zdrowia, a dokładniej określenie zaawansowania stanu psychotycznego, w którym chory się znajdował. Kwestia diagnozy pozostaje jednak otwarta, gdyż w 1981 Otto Glandien przedstawił pogląd, że rzeźbiarz najprawdopodobniej był paranoikiem, gdyż pomimo takich symptomów jak urojenia jego osobowość nie ulegała przemianom.

### Późne lata
Około 1774 roku sytuacja finansowa Messerschmidta znacznie się pogorszyła z powodu braku zamówień. W 1775 roku zmarł Schletterer, w związku z czym rozpisano konkurs na dotychczas zajmowane przez niego stanowisko profesora rzeźby na Akademii Cesarskiej. W tym czasie choroba psychiczna Messerschmidta zaczęła mocniej się objawiać, co spowodowało, że mimo estymy, jaką darzono jego twórczość, wykluczono go z konkursu na stanowisko profesorskie. Messerschmidt odebrał to jako policzek i osobistą zniewagę. Aby osłodzić gorycz tej porażki, oraz ze względu na nadal wysoką pozycję Messerschmidta w świecie artystycznym, książę Wenzel Anton von Kaunitz przyznał mu roczną wypłatę wysokości 200 guldenów austro-węgierskich.
W maju 1775 roku Messerschmidt na zawsze opuścił Wiedeń i przeniósł się do Wiesensteigu. W tym czasie pojawiła się propozycja objęcia przez niego stanowiska rzeźbiarza na dworze w Monachium. Ostatecznie jednak nie udało się w tej kwestii dojść do porozumienia i w 1777 roku Messerschmidt przeniósł się na stałe do Bratysławy, gdzie przez 3 lata mieszkał w domu swojego brata, także rzeźbiarza, Johanna Adama.
W 1780 roku kupił dom w zachodniej części Bratysławy i od tego czasu wiódł żywot samotnika, nie ustając w pracy nad „głowami”, które stały się jego artystyczną obsesją. Mimo zamknięcia się na świat jego pozycja w świecie artystycznym nadal była wysoka, o czym może świadczyć kilkukrotne składanie mu wizyt przez takie znakomitości jak niemiecki pisarz Friedrich Nicolai, który opublikował zapiski z ich rozmów, oraz szwajcarski marszand Christian von Mechel. W lecie 1783 roku artysta ciężko zachorował, najprawdopodobniej na zapalenie płuc, co doprowadziło do jego śmierci. Pochowano go na nieistniejącym już cmentarzu św. Mikołaja w Bratysławie. 27 sierpnia 1783 roku w dzienniku „Wiener Zeitung” ukazał się jego nekrolog. 
Spadkobiercą rzeźbiarskiej spuścizny Messerschmidta, w tym pokaźnej kolekcji „głów”, został jego brat Johann Adam. W 1883 roku z jego inicjatywy ukazał się drukiem katalog zatytułowany Niesamowite życie Franza Xavera Messerschmidta, w którym znalazło się 49 „głów”. Publikacja ta miała na celu ułatwić sprzedaż kolekcji. Z czasów jej wydania pochodzą także niezbyt trafne tytuły, jakie nadano „głowom” wbrew woli autora. Udokumentowano, że „głowy” znajdowały się w posiadaniu Johanna Adama do 1791 roku.
Dalsze losy rzeźb były burzliwe, gdyż wiele razy zmieniały one właścicieli. Obecnie kolekcja obejmująca 16 ukończonych rzeźb i 54 odlewy gipsowe „głów” autorstwa Messerschmidta znajduje się w Górnym Belwederze w Wiedniu. Jego prace znajdują się również w  Słowackiej Galerii Narodowej w Bratysławie oraz w Luwrze w Paryżu. 